# Oscarville
Oscarville (Kuiggayagaq  en langue Yupik) est une census-designated place d'Alaska aux États-Unis dans la Région de recensement de Bethel dont la population était de 70 habitants en 2010.

## Situation - climat
Elle est située sur la rive nord de la rivière Kuskokwim, en face de Napaskiak à 10 km de Bethel et à 645 km d'Anchorage.
Les températures moyennes sont de 6 °C à 17 °C en été et de −19 °C à −7 °C en hiver.

## Histoire - activités locales
En 1908, Oscar Samuelson et son épouse, venus de la région de Nushagak s'installèrent en face de Napaskiak et ouvrirent un comptoir commercial. Quelques familles les suivirent, et le lieu fut connu sous le nom d'Oscarville. Oscar a tenu ce comptoir jusqu'à sa mort, en 1953. Il fut ensuite exploité par ses descendants jusqu'en 1975 avant d'être vendu, et fermé en 1980. Une école a été bâtie en 1964.
Les transports se font par voie fluviale ou par hélicoptère. Les résidents utilisent aussi la piste d'aérodrome de Napaskiak. Les habitants vivent de chasse et d'artisanat.

## Démographie
| 1940 | 1950 | 1960 | 1970 | 1980 | 1990 |
| ---- | ---- | ---- | ---- | ---- | ---- |
| 11   | 27   | 51   | 41   | 56   | 57   |

| 2000 | 2010 | - | - | - | - |
| ---- | ---- | - | - | - | - |
| 61   | 70   | - | - | - | - |

## Sources
- (en) Cet article est partiellement ou en totalité issu de l’article de Wikipédia en anglais intitulé « Oscarville, Alaska » (voir la liste des auteurs).
- (en) Alaska database